# Bitwa centaurów

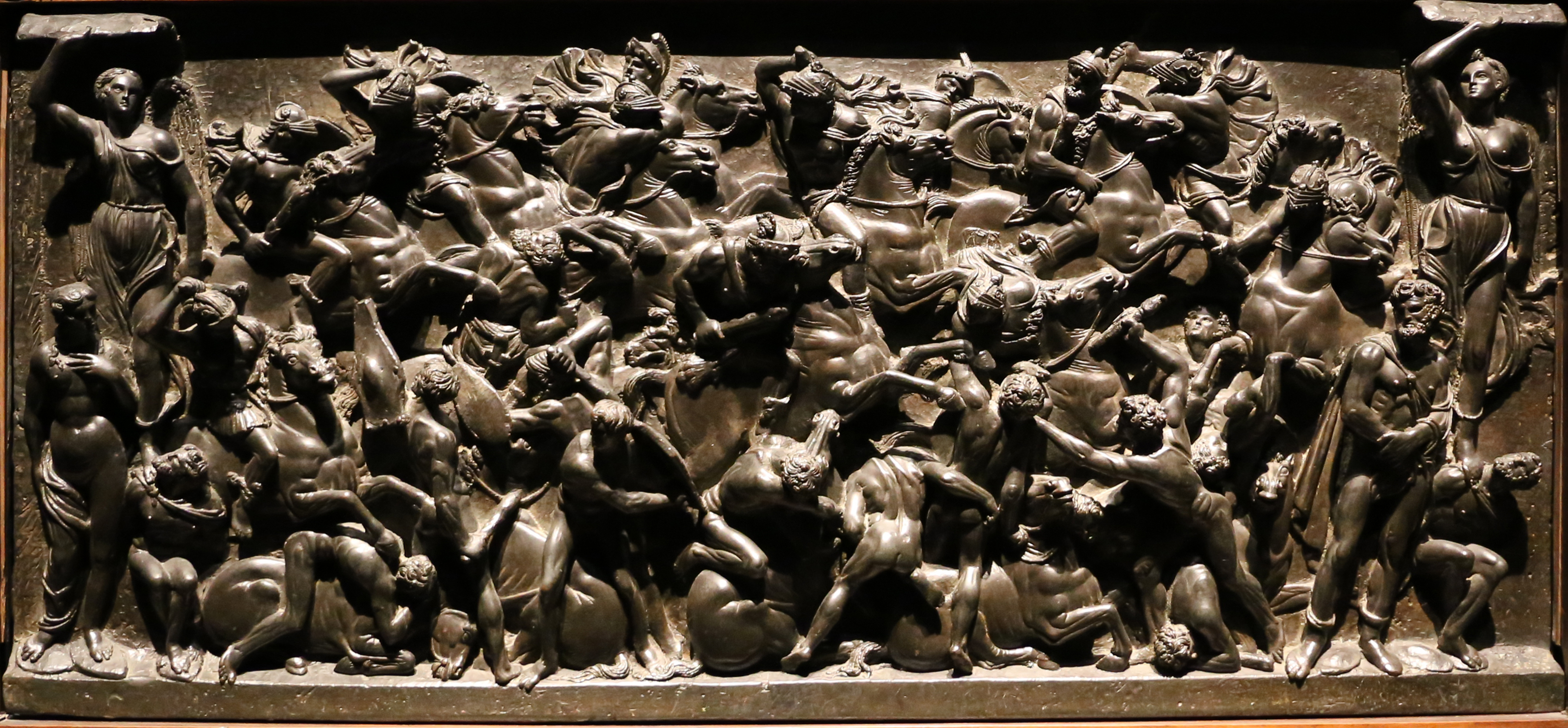
Bitwa Bertolda di Giovanniego, na której wzorował się Michał Anioł

Bitwa centaurów (inne tytuły: Centauromachia, Centaury i Lapitowie) – marmurowa płaskorzeźba Michała Anioła powstała ok. 1490–1492. Znajduje się w zbiorach Casa Buonarroti we Florencji.

## Opis
Temat rzeźby został zaczerpnięty z Metamorfoz Owidiusza. Ze względu na szkicowość ujęcia historykom sztuki nie udało się jednoznacznie określić, jaka scena została ukazana na fresku. Dominuje pogląd, jakoby rzeźba przedstawiała scenę walki podczas wesela króla Lapitów Pejirtoosa i Hippodamei. Giorgio Vasari podaje, że rzeźba nosi tytuł Walka Herkulesa z centaurami, a Ascanio Condivi Porwanie Dejaniry i walkę centaurów. Ukazane postacie maja zróżnicowane posty i mimikę. Na rzeźbie mogli zostać ukazani: Tezeusz (z lewej strony, trzymający w dłoni kamień), Eurytos (atletycznie zbudowany mężczyzna pośrodku sceny). Ze względu na to, że Michał Anioł skupił się na formie rzeźby, a nie treści, nie udało się rozpoznać części postaci. Temat posłużył artyście do ukazania ciał w różnych pozach, które zachwycają pięknem klasycznych proporcji i jednocześnie, poprzez wrażenie ruchu, emanują niesamowitą energią.

## Historia
Michał Anioł wyrzeźbił Bitwę centaurów jako kilkunastoletni uczeń w Ogrodach Medyceuszy. Ukończona praca zachwyciła florentczyków, którzy nie dowierzali, że autorem dzieła jest początkujący rzeźbiarz. Płaskorzeźba świadczą o fascynacji Michała Anioła sztuką starożytną. Na Bitwie centaurów oraz powstałej w tych samych latach Madonnie przy schodach po raz pierwszy pojawia się charakterystyczne dla Michała Anioła wydobywanie kształtów z bloków marmuru i niewykańczanie rzeźb. Bitwa centaurów była wzorowana na Bitwie Bertolda di Giovanniego z ok. 1475 roku. W przeciwieństwie do Bertolda Michał Anioł zdecydował się rzeźbić w marmurze, a nie w brązie.